# Persoonia sericea
Espèce
Synonymes
- Linkia sericea Kuntze[3]

Statut de conservation UICN

LC : Préoccupation mineure
Persoonia sericea, communément appelée le geebung soyeux, est une espèce de plante à fleurs de la famille des Proteaceae endémique de l'est de l'Australie. C'est un arbuste aux fleurs jaunes velues et aux jeunes branches et feuilles aux poils soyeux.